# Кролик в шляпе
Кролик в шляпе — известный фокус, ставший символом иллюзионизма как такового.
Исполняется довольно редко, так как стал «избитым клише». Предположительно, Джон Генри Андерсон (1814—1874) был первым, кто показал его. Это произошло в 30-х годах XIX века.
Фокусник кладёт шляпу-цилиндр на стол или ящик. После этого он вытаскивает из шляпы какой-нибудь предмет (традиционно кролика).

## Секрет
Вариант первый 

Когда фокусник кладёт шляпу, он совмещает её с секретной дверцей в столе. В шляпе также есть секретное отверстие. Через них фокусник и достаёт кролика.
Если предмет небольшой, фокусник его мог спрятать в рукаве.
Вариант второй 

Секрет заключается в применении откидывающегося вставного клапана. 

Клапан состоит из двух частей — основы и лепестка. Материал — тонкий картон. 
 Основа — по размерам и форме соответствует дну цилиндра. 
 Лепесток — плотно прилегает краями к стенкам и свободно откидывается во время исполнения трюка. 
Всё устройство окрашивается в цвет подкладки цилиндра. 
 Под лепесток прячется кролик.
Вариант третий

Кролик помещается в матерчатый мешочек. По конструкции мешочек представляет собой чёрный платок из плотной ткани, собранный за четыре его конца на манер узелка. Мешочек подвешивается на крючке к столешнице столика для фокусов. Зрители эту подвеску не видят, так как она скрыта скатертью с длинной бахромой, покрывающей столик. После некоторой тренировки исполнитель может легким движением подхватить мешочек цилиндром, а затем вынуть кролика и показать его зрителям. Кролик специальной дрессировки не требует. Это животное в тёмном мешочке сидит совершенно спокойно.